# ناكاي (مهنة)

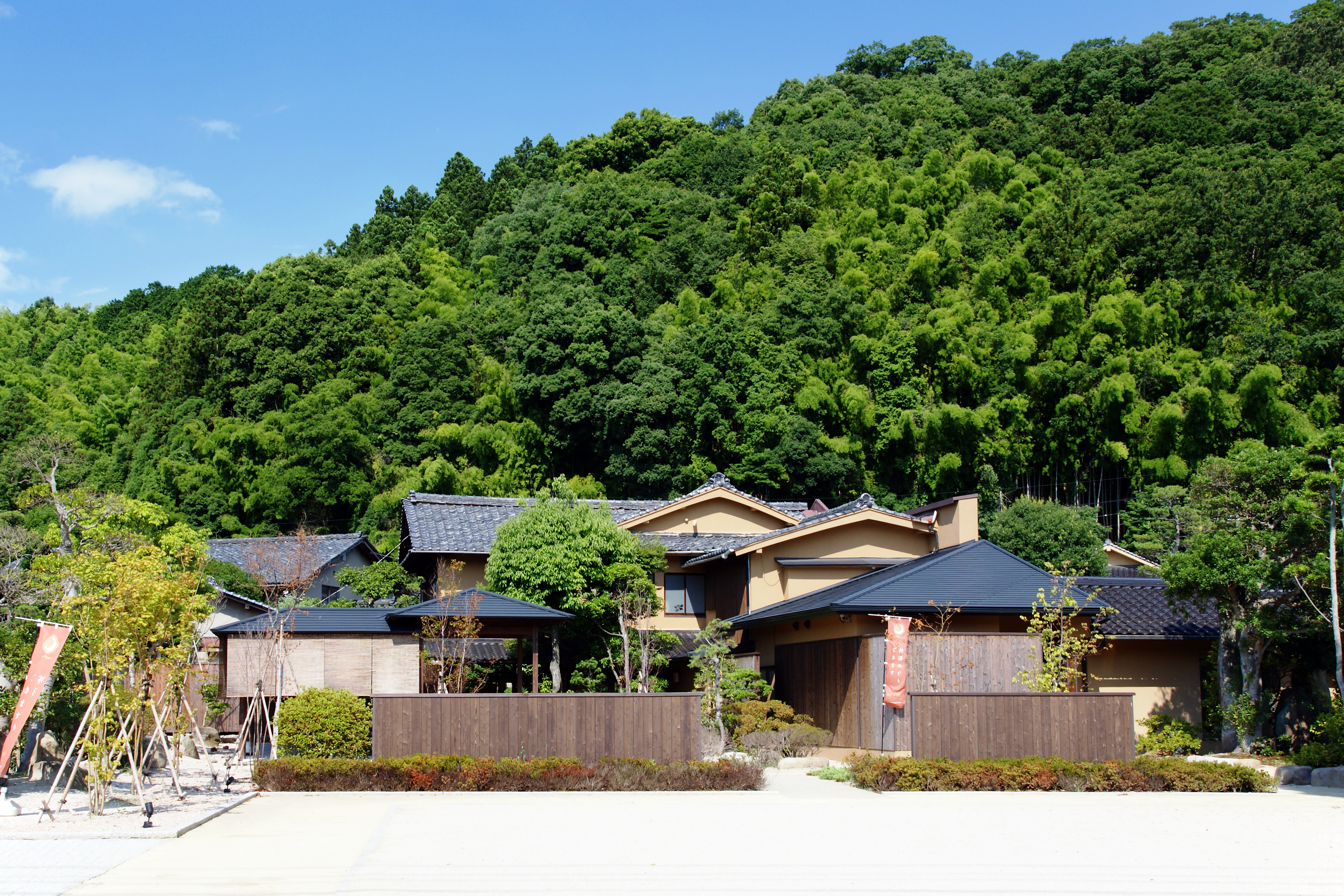
ريوكان نموذجي

ناكاي (仲居) هي المرأة التي تعمل كنادلة في الريوكان أو أي نزل ياباني.

## إتمولوجيا
أصل الكلمة ناكاي (中居) (التي معناها «في المنزل» باللغة اليابانية)، وتعني حجرة الانتظار في قصرالكوغي (الرجل النبيل) أو الغومونزيكي (أميرة الامبراطور). أما في الوقت الحاضر، فتشير إلى العمل في مخزن كبير، أو أي صناعة منزلية، أو قسم الإدارة وموظفي مكتبها. في كيوشو (في المحكمة الإمبراطورية)، تمت تسمية مثل هؤلاء النساء أيضًا باسم أُسُوِي.
في العصور القديمة، كانت كلمة ناكاي تعني ترتيب خادمة سيدة بين كامي-جوشو (خادمة الشرف) وغيجو (أدنى رتبة لخادمة). أما الآن فتعني النساء اللواتي يخدمن الزوار في المطاعم أو الفنادق الصغيرة.